# Hafdís Sigurðardóttir
Pour les articles homonymes, voir Sigurðardóttir.
Hafdís Sigurðardóttir née le 12 février 1987 est une athlète islandaise, spécialiste du sprint et du saut en longueur.
Elle porte le record national du saut en longueur à deux reprises à 6,45 m, le 26 mai 2015 à Akureyri et le 21 juin 2015 à Stara Zagora.
Elle l'améliore ultérieurement en 6,62 m (+1.6 m/s) à Hilversum, le 9 juillet 2016.